# 達納·艾卡
伊布森·達納·艾卡（Ibson Dana Elcar，1927年10月10日—2005年6月6日）為美國的電視和電影的演員。儘管他出演將近40部的影片，他最讓人難忘的是扮演1980年代的電視影集《百戰天龍》中的鳳凰城基金會管理人「老皮」（Peter Thornton）。值得一提的是，艾卡在該劇第1集中曾飾演Andy Colson（一完全不同的角色），之後才以「老皮」一角在該劇第一季第11集中正式加入演出陣容。 
艾卡出生於美國密西根州奧克蘭郡，是密西根大學的校友，在校期間曾加入Alpha Tau Omega兄弟會。艾卡師從著名戲劇教練Sanford Meisner。在1986年，他開始了延伸教育，與演員同事William Lucking一起組織了 Santa Paula 戲劇中心。艾卡在該中心擔任了六年藝術總監。
艾卡曾於《老千計狀元才》（The Sting）、《2010: Odyssey Two》、《All of Me》、《The Learning Tree》和《Baretta》出演配角，扮演Baretta的管理人Inspector Shiller。他也參與了在70年代大受歡迎的電視影集Baa Baa Black Sheep。之後又演了於《Dark Shadows》的Sheriff Patterson #1。人們經常把他和百戰天龍的特效跟攝影替身 （页面存档备份，存于）Don S. Davis搞混。1983年時他也在熱門影集《霹靂遊俠》的〈斧鎚飛彈（Merchants of Death）〉那集中軋了一角。
1991年，艾卡罹患了末期青光眼，若不治療將導致失明。這一情節被寫入了《百戰天龍》之中，艾卡所扮演的角色罹患了疾病。之後《百戰天龍》結束，他於《律政風雲》、《The Magic School Bus》和《仁心仁術》（ER）等劇中客串演出，扮演失明的角色。儘管《The Magic School Bus》是一部動畫片，其中失明角色並非必要。
失明之後，艾卡不屈不撓，在盲人手杖的輔助之下出演《等待果陀》中弗拉季米爾一角。這是他戲劇生涯中的天鵝之歌，之後他於2002年退休。2005年6月6日艾卡因肺部多重併發症逝於加州凡圖拉郡的社群紀念醫院。享年77歲。其子唐恩、三個女兒、繼女Emily Prager（前肥皂劇演員，現為作家）、妹妹與長期合作夥伴Thelma M. Garcia等親友隨侍在側。

## 外部連結
- A tribute to Dana
- Dana Elcar在互联网电影资料库（IMDb）上的資料（英文）